# الدوري الفرنسي لكرة السلة الدرجة الأولى 1985-1986
الدوري الفرنسي لكرة السلة الدرجة الأولى 1985-1986 (بالفرنسية: Championnat de France de basket-ball 1985-1986)‏ هو الموسم 64 من الدوري الفرنسي لكرة السلة الدرجة الأولى. فاز فيه إيلان بيرن باو لاك أورثيز. 